# درز وجني جبهي
الدرز الوجني الجبهي (بالإنجليزية: zygomaticofrontal suture)‏ أو الدرز الجبهي الوجني (بالإنجليزية: frontozygomatic suture)‏ هو درز جمجمي يقع بين العظم الوجني و العظم الجبهي . هذا الدرز يمكن تلمسه باليد مباشرة إلى جانب العين (جانبيا من العين).

## صور إضافية

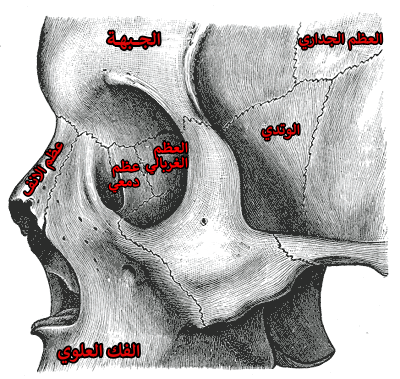
العظم وجني موقعه يتضح يسارا.
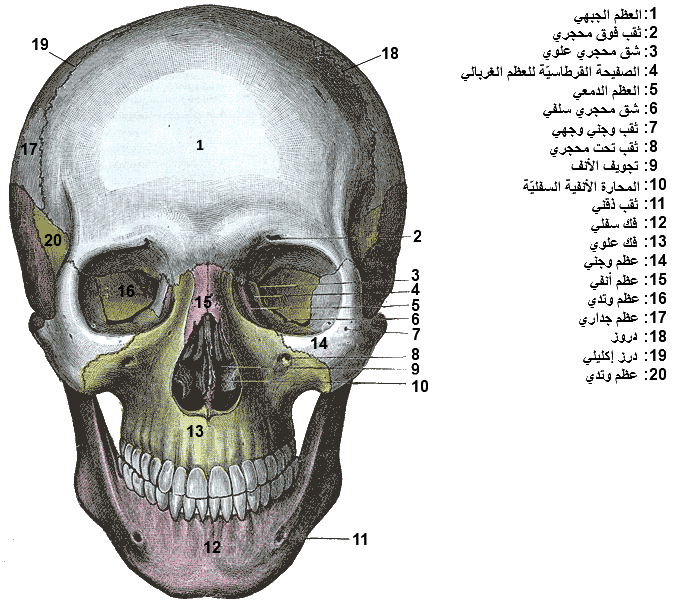
الجمجمة من الأمام.